# Arquidiócesis de Galveston-Houston
La arquidiócesis de Galveston-Houston (en latín: Archidioecesis Galvestoniensis-Houstoniensis y en inglés: Roman Catholic Archdiocese of Galveston–Houston) es una circunscripción eclesiástica de la Iglesia católica en Estados Unidos. Se trata de una arquidiócesis latina, sede metropolitana de la provincia eclesiástica de Galveston-Houston. Desde el 20 de enero de 2025 su arzobispo es Joe Steve Vásquez. 

## Territorio y organización
La arquidiócesis tiene 23 257 km² y extiende su jurisdicción sobre los fieles católicos de rito latino residentes en 10 condados del estado de Texas: Austin, Brazoria, Fort Bend, Galveston, Grimes, Harris, Montgomery, San Jacinto, Walker y Waller.
La sede de la arquidiócesis se encuentra en la ciudad de Galveston, en donde se halla la Catedral basílica de Santa María. En Houston se encuentra la Concatedral del Sagrado Corazón.
En 2021 en la arquidiócesis existían 146 parroquias.
La arquidiócesis tiene como sufragáneas a las diócesis de: Austin, Beaumont, Brownsville, Corpus Christi, Tyler y Victoria en Texas

## Historia
La primera presencia católica en el área de Galveston se produjo con la fundación de la misión española Nuestra Señora de la Luz en la bahía de Galveston en 1756, que fue abandonada en 1771. El final de la guerra de Independencia de México en 1821 puso la actual Texas bajo control mexicano.
Con el fin de la Revolución de Texas en 1836, México cedió el control de su provincia de Texas a la República de Texas. La primera iglesia católica en Houston, la iglesia de San Vicente, se inauguró en 1839. Ese mismo año la Santa Sede sacó a Texas de la diócesis mexicana de Linares o Nuevo León (hoy arquidiócesis de Monterrey) y erigió la prefectura apostólica de Texas el 24 de octubre de 1839, abarcando toda la república. El papa Gregorio XVI nombró a Juan Timón prefecto de Texas.
El 16 de julio de 1841, con el breve Universi dominici gregis del papa Gregorio XVI, la prefectura apostólica fue elevada a vicariato apostólico, que el 4 de mayo de 1847 fue elevada a diócesis y asumió el nombre de diócesis de Galveston en virtud del breve In apostolicae sedis del papa Pío IX. El obispo Juan-Maria Odin fue primer obispo de Galveston. 
El 19 de julio de 1850 pasó a formar parte de la provincia eclesiástica de Nueva Orleans.
El 28 de agosto de 1874 cedió una porción de su territorio para la erección de la diócesis de San Antonio (hoy arquidiócesis de San Antonio) mediante el breve Arcano divinae del papa Pío IX.
el 18 de septiembre de 1874 cedió una porción de su territorio para la erección del vicariato apostólico de Brownsville (hoy diócesis de Corpus Christi) mediante el breve Cum venerabilis frater del papa Pío IX.
El 15 de julio de 1890 cedió una porción de su territorio para la erección de la diócesis de Dallas mediante a bula Romani Pontifices del papa León XIII.
El 15 de noviembre de 1947 cedió otra porción de su territorio para la erección de la diócesis de Austin mediante la bula Ad animarum bonum del papa Pío XII.
El 3 de agosto de 1926 pasó a formar parte de la provincia eclesiástica de San Antonio.
El 25 de julio de 1959, por efecto del decreto In Galvestoniensis de la Sagrada Congregación Consistorial, la iglesia del Sagrado Corazón de Houston fue elevada a la dignidad de concatedral y la diócesis asumió el nombre de Galveston-Houston.
El 25 de junio de 1966 cedió una porción de su territorio para la erección de la diócesis de Beaumont mediante la bula Hortatione illa del papa Pablo VI.
El 13 de abril de 1982 cedió una porción de su territorio para la erección de la diócesis de Victoria en Texas mediante la bula Libenter quidem del papa Juan Pablo II.
El 12 de diciembre de 1986 cedió otra porción de su territorio para la erección de la diócesis de Tyler mediante la bula Ex quo divino del papa Juan Pablo II.
El 25 de enero de 1999 también cedió el condado de Madison a la diócesis de Tyler.
El 29 de diciembre de 2004 fue elevada al rango de arquidiócesis metropolitana con la bula Cum pacis et gaudii del papa Juan Pablo II.

## Estadísticas
De acuerdo al Anuario Pontificio 2022 la arquidiócesis tenía a fines de 2021 un total de 1 822 540 fieles bautizados.
| Año                                                                             | Población            | Población | Población      | Sacerdotes | Sacerdotes    | Sacerdotes    | Bautizados por sacerdote | Diáconos permanentes | Religiosos | Religiosos | Parroquias |
| Año                                                                             | Bautizados católicos | Total     | % de católicos | Total      | Clero secular | Clero regular | Bautizados por sacerdote | Diáconos permanentes | Varones    | Mujeres    | Parroquias |
| ------------------------------------------------------------------------------- | -------------------- | --------- | -------------- | ---------- | ------------- | ------------- | ------------------------ | -------------------- | ---------- | ---------- | ---------- |
| 1950                                                                            | 205 148              | 1 505 602 | 13.6           | 225        | 122           | 103           | 911                      |                      | 42         | 850        | 92         |
| 1966                                                                            | 386 395              | 2 931 000 | 13.2           | 354        | 166           | 188           | 1091                     |                      | 110        | 1200       | 104        |
| 1970                                                                            | 301 647              | 2 250 000 | 13.4           | 357        | 161           | 196           | 844                      |                      | 216        | 760        | 111        |
| 1976                                                                            | 362 511              | 2 660 000 | 13.6           | 378        | 156           | 222           | 959                      | 80                   | 258        | 500        | 128        |
| 1980                                                                            | 437 170              | 2 960 000 | 14.8           | 185        | 185           |               | 2363                     | 106                  | 22         | 649        | 157        |
| 1990                                                                            | 646 000              | 3 741 000 | 17.3           | 455        | 207           | 248           | 1419                     | 183                  | 277        | 607        | 160        |
| 1999                                                                            | 906 330              | 4 396 876 | 20.6           | 413        | 195           | 218           | 2194                     | 256                  | 18         | 508        | 151        |
| 2000                                                                            | 908 190              | 4 442 230 | 20.4           | 437        | 216           | 221           | 278                      | 292                  | 261        | 518        | 151        |
| 2001                                                                            | 951 360              | 4 528 005 | 21.0           | 439        | 219           | 220           | 2167                     | 297                  | 256        | 498        | 151        |
| 2002                                                                            | 974 312              | 4 704 532 | 20.7           | 443        | 217           | 226           | 2199                     | 300                  | 257        | 503        | 150        |
| 2003                                                                            | 1 006 425            | 4 704 532 | 21.4           | 438        | 215           | 223           | 2297                     | 250                  | 244        | 482        | 150        |
| 2004                                                                            | 1 041 123            | 4 972 544 | 20.9           | 437        | 216           | 221           | 2382                     | 362                  | 254        | 499        | 150        |
| 2006                                                                            | 1 045 030            | 5 250 984 | 19.9           | 441        | 219           | 222           | 2369                     | 357                  | 254        | 523        | 149        |
| 2009                                                                            | 1 128 065            | 5 572 087 | 20.2           | 442        | 224           | 218           | 2552                     | 390                  | 242        | 471        | 149        |
| 2012                                                                            | 1 170 403            | 6 099 524 | 19.2           | 441        | 227           | 214           | 2653                     | 402                  | 238        | 449        | 146        |
| 2013                                                                            | 1 181 398            | 6 249 904 | 18.9           | 436        | 227           | 209           | 2709                     | 386                  | 234        | 449        | 145        |
| 2016                                                                            | 1 723 062            | 6 518 674 | 26.4           | 428        | 217           | 211           | 4025                     | 438                  | 233        | 412        | 147        |
| 2019                                                                            | 1 804 100            | 6 661 600 | 27.1           | 418        | 223           | 195           | 4316                     | 377                  | 221        | 395        | 146        |
| 2021                                                                            | 1 822 540            | 6 729 700 | 27.1           | 435        | 225           | 210           | 4189                     | 521                  | 234        | 366        | 146        |
| Fuente: Catholic-Hierarchy, que a su vez toma los datos del Anuario Pontificio. |                      |           |                |            |               |               |                          |                      |            |            |            |

## Episcopologio

### Prefecto apostólico
- John Timon, C.M. † (12 de abril de 1840-16 de julio de 1841) (prefecto sin la dignidad episcopal)

### Vicario apostólico
- Jean Marie (John Mary) Odin, C.M. † (16 de julio de 1841-4 de mayo de 1847 nombrado arzobispo de Nueva Orleans)

### Obispos diocesanos
- Jean Marie (John Mary) Odin, C.M. † (4 de mayo de 1847-15 de febrero de 1861 nombrado arzobispo de Nueva Orleans)
- Claude-Marie Dubuis † (21 de octubre de 1862-4 de diciembre de 1892 renunció[nota 3])
  - Aloysius Meyer, C.M. † (5 de julio de 1881-?) (administrador apostólico electo)
- Nicholas Aloysius Gallagher † (16 de diciembre de 1892[nota 4] -21 de enero de 1918 falleció)
- Christopher Edward Byrne † (18 de julio de 1918-1 de abril de 1950 falleció)
- Wendelin Joseph Nold † (1 de abril de 1950-22 de abril de 1975 retirado)
- John Louis Morkovsky † (22 de abril de 1975-21 de agosto de 1984 retirado)
- Joseph Anthony Fiorenza † (6 de diciembre de 1984-29 de diciembre de 2004 nombrado arzobispo)

### Arzobispos
- Joseph Anthony Fiorenza † (29 de diciembre de 2004-28 de febrero de 2006 retirado)
- Daniel Nicholas DiNardo (28 de febrero de 2006 - 20 de enero de 2025 retirado)
- Joe Steve Vásquez, desde el 20 de enero de 2025

## Galería

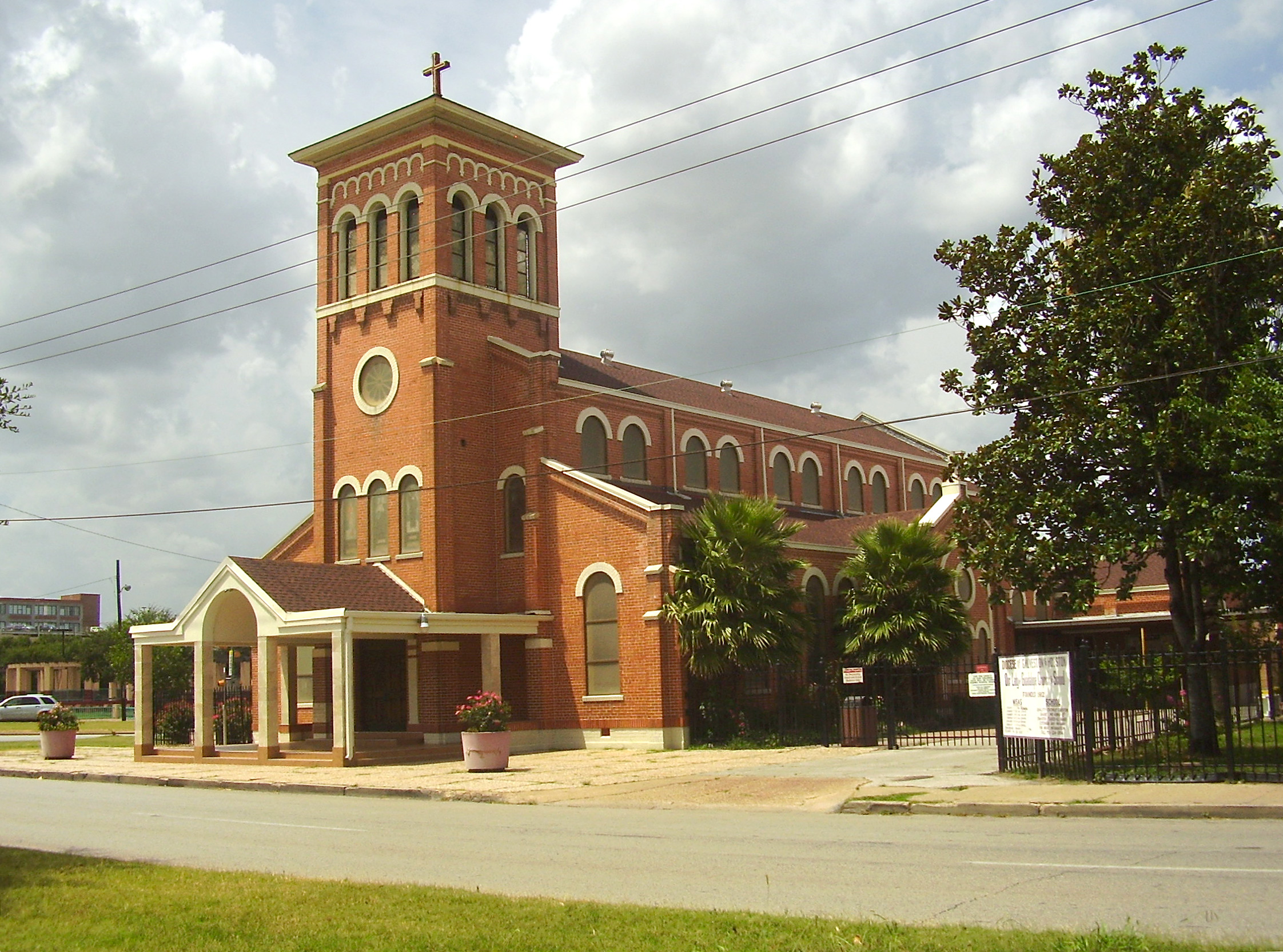
Iglesia Nuestra Señora de Guadalupe en el Segundo Barrio
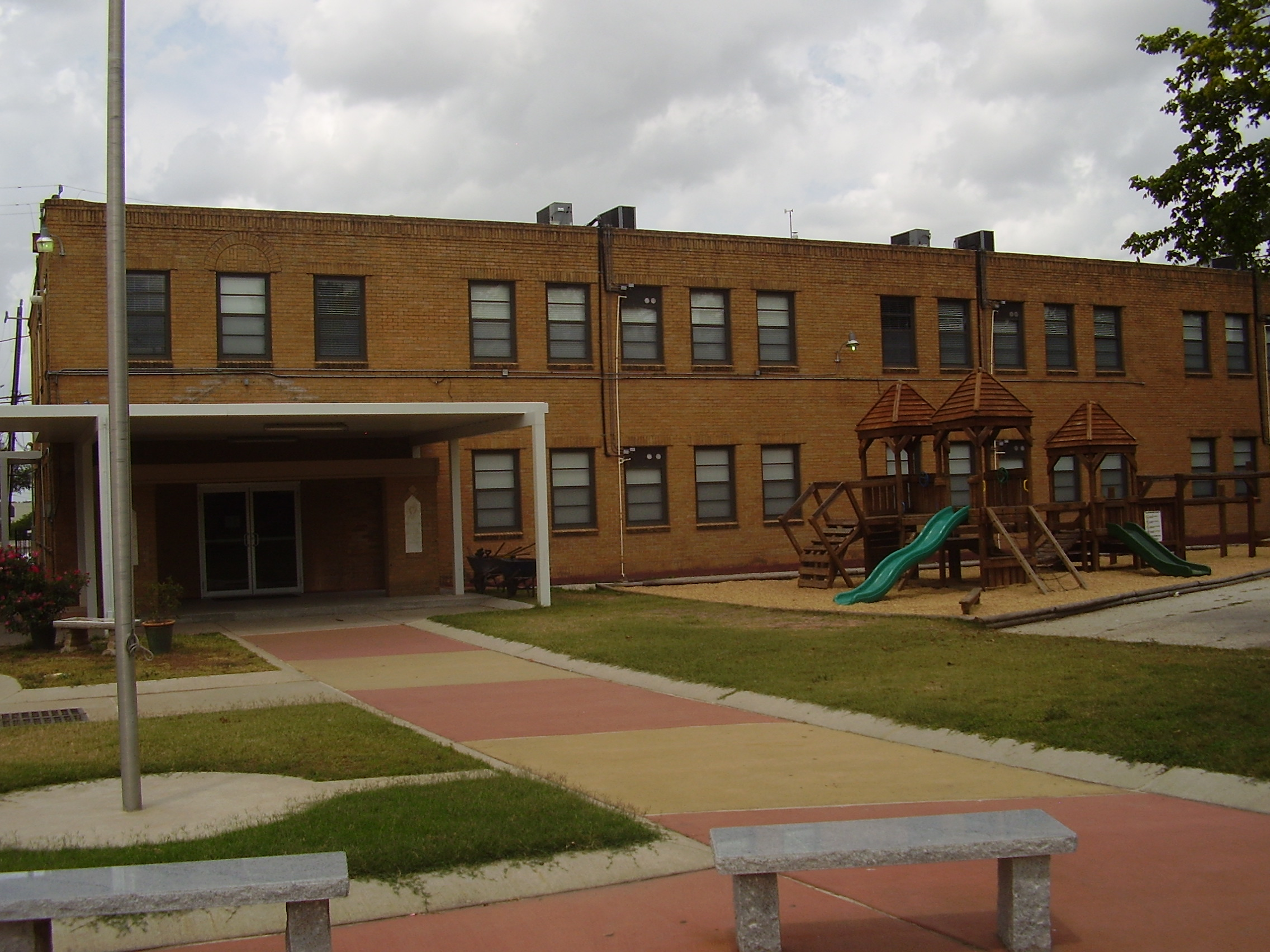
Edificio escolar de la Escuela Nuestra Señora de Guadalupe
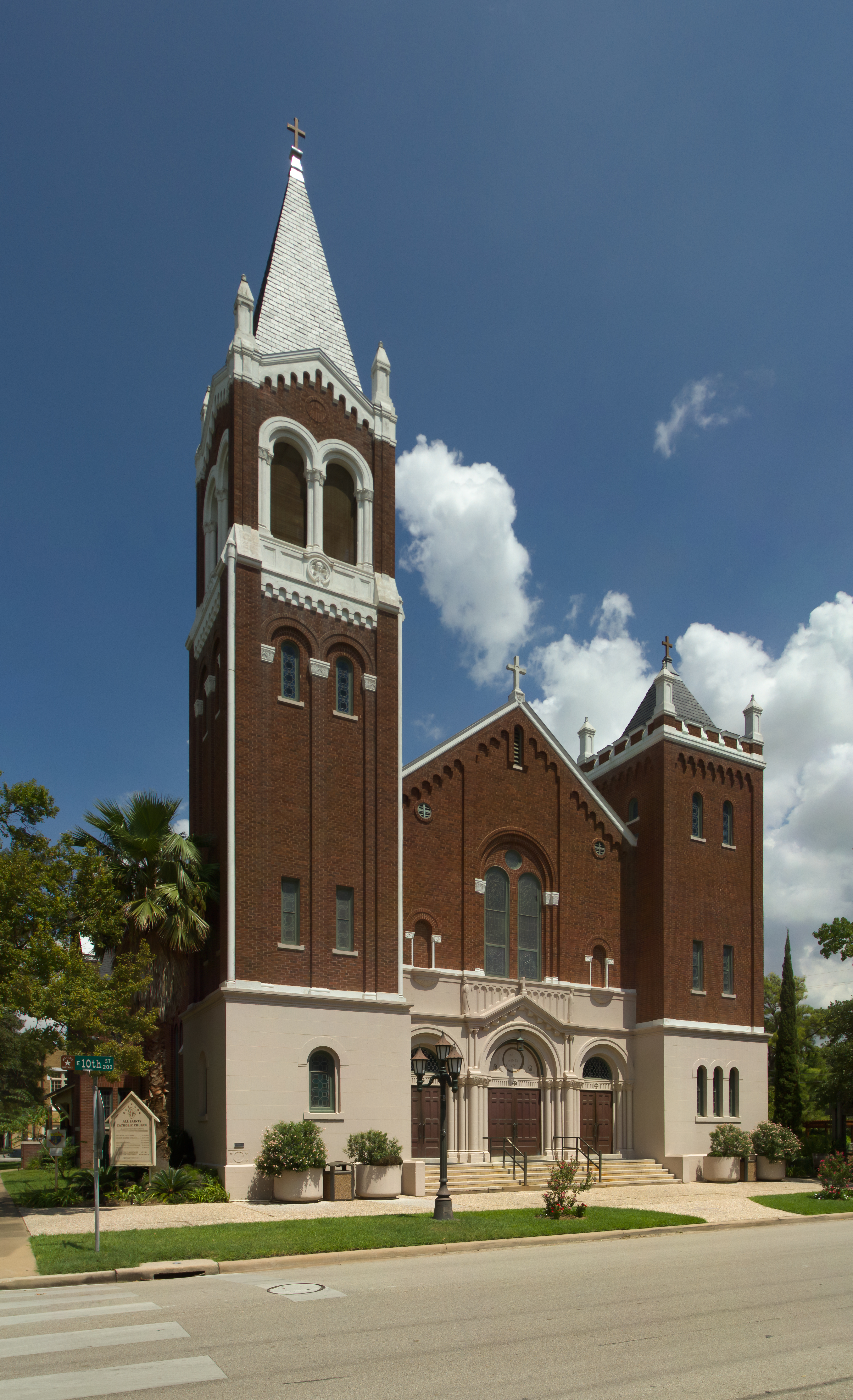
Iglesia católica Todos los Santos en el Houston Heights
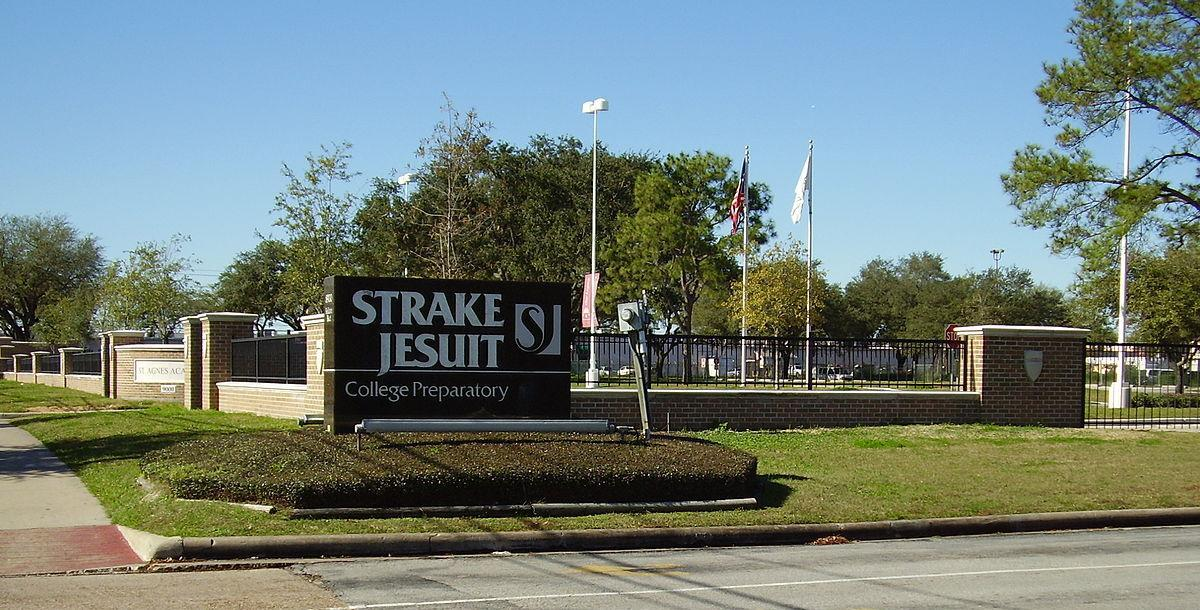
Entrada del Strake Jesuit College Preparatory